# Ctenocolletes nigricans
Ctenocolletes nigricans là một loài ong trong họ Stenotritidae. Loài này được Houston miêu tả khoa học đầu tiên năm 1985.